# Rubøl Skov
Rubøl Skov (også Pobøl Bondeksov, på tysk  Pobüller Bauernwald eller Pobüller Bauernholz) er et naturfredet hede- og skovområde beliggende øst for landsbyerne Rubøl (Rugbøl) og Pobøl på gesten i Sydslesvig. I administrativ henseende hører området under Jørl (Hjørdel) Kommune i Slesvig-Flensborg kreds i den nordtyske delstat Slesvig-Holsten.  I den danske periode hørte klitten under Jørl Sogn i Ugle Herred (Flensborg Amt).
Skoven har på tysk fået navn efter den nærliggende landsby Pobøl (på tysk Pobüll) i Solved kommune, Fjolde Sogn. Den naturskønne område med skov-, krat- og hedearealer har stor rekreativ værdi. Et område på cirka 4,56 ha med skov- og hedearealer blev 1939 fredet. En del af området blev tidligere brugt til græsning for dyr fra nærliggende gårde omkring Rubøl og Pobøl.